# Ferdinand Daučík
Ferdinand Daučík, sovint conegut com a Ferran Daucik o Fernando Daucik, (Šahy, 30 de maig de 1910 — Alcalá de Henares, 14 de novembre de 1986) fou un futbolista i entrenador de futbol txecoslovac.
Com a jugador defensà els colors del 1. ČsŠK Bratislava i del SK Slavia Praha i jugà amb la selecció de Txecoslovàquia, disputant dues Copes del Món (1934 i 1938), i un partit amb la d'Eslovàquia.
Un cop acabada la Segona Guerra Mundial començà la seva trajectòria com a entrenador al seu país d'origen. El 1950 Daucik arribà a Catalunya com a entrenador de l'Hungaria, un equip format per refugiats de l'est d'Europa entre els quals es trobava el seu gendre Ladislau Kubala. L'Hungaria disputà diversos partits amistosos, entre ells un parell enfront del RCD Espanyol (amb resultats 6-4 i 2-4), on causà una gran impressió als públic, entre qui es trobava Josep Samitier que aviat va acordar amb el president Agustí Montal i Galobart d'oferir un contracte per fitxar pel FC Barcelona a Kubala com a jugador i a Daucik com a entrenador.
Daucik va entrenar al Barça durant un dels períodes més brillants del club guanyant entre 1951 i 1953 tots els títols en joc (les Lligues 1951-52 i 1952-53 i les Copes 1950-51, 1951-52 i 1952-53). A més, la temporada 1951-52 fou especialment destacada amb la victòria a Lliga, Copa, Copa Llatina, Copa Eva Duarte i Copa Martini Rossi, naixent el que es va anomenar el "Barça de les Cinc Copes".
El 1954 deixà el FC Barcelona, iniciant una llarga trajectòria feta majoritàriament a la lliga espanyola on disputà un total de 488 partits i guanyà 3 lligues i 5 copes en total. Alguns dels clubs que entrenà foren l'Athletic Club, l'Atlètic de Madrid, el Reial Saragossa, l'Elx CF i el RCD Espanyol.

## Palmarès com entrenador
- Lliga espanyola de futbol: 3
  - 1951/52 1952/53 (FC Barcelona)
  - 1955/56 (Athletic Club)
- Copa espanyola de futbol: 6
  - 1950/51 1951/52 1952/53 (FC Barcelona)
  - 1954/55 1955/56 (Athletic Club)
  - 1965/66 (Zaragoza)
- Copa Llatina: 1
  - 1952 (FC Barcelona)
- Copa Eva Duarte: 1
  - 1952 (FC Barcelona)